# مالکیت عمومی (فیلم)
مالکیت عمومی (انگلیسی: Public Domain) یک فیلم است که در سال ۲۰۰۳ منتشر شد. از بازیگران آن می‌توان به نیکول د بوئر و لیندی بوت اشاره کرد.